# Njazi Kuqi
Njazi Kuqi (* 25. März 1983 in Vučitrn, SFR Jugoslawien) ist ein albanisch-finnischer ehemaliger Fußballspieler. Der Stürmer war auch für die finnische Nationalmannschaft aktiv.

## Familie
Kuqis älterer Bruder Shefki und sein Cousin Daut Kuqi sind ebenfalls Profifußballspieler bzw. -trainer.

## Karriere
Der Sohn albanischer Einwanderer, der neben der finnischen auch die albanische Staatsbürgerschaft besitzt, begann seine Karriere bei diversen kleineren finnischen Vereinen, ehe er zum FC Jokrut, dem Farmteam des FC Jokerit in Helsinki, kam.
Der erste große Verein des beidfüßigen Stürmers war der FC Lahti. 2004 wechselte er für eine halbe Million Euro zu Birmingham City. Von dort wurde er bis zum Abschluss der Saison 2005/06 zweimal an niederklassigere englische Vereine – an den FC Blackpool und an Peterborough United – ausgeliehen und wechselte anschließend in die Niederlande zum FC Groningen. Dort wurde der finnische Nationalspieler jedoch nach internen Streitigkeiten im August 2006 entlassen und heuerte in der Winterpause 2006/07 beim FC Carl Zeiss Jena an. Von Januar 2008 bis 2010 stand Kuqi bei der TuS Koblenz unter Vertrag, nachdem er einige Wochen am Training der TuS teilgenommen und sich bei Trainer Uwe Rapolder für weitere Aufgaben empfohlen hatte. Er erhielt in Koblenz einen Vertrag bis 2011, der allerdings durch den Abstieg der TuS in der Saison 2009/10 aufgelöst wurde.
Kuqi erhielt in Koblenz keinen neuen Vertrag für die 3. Liga, woraufhin er nach England zum FC Stevenage und von diesem nach Schottland zum Dundee FC wechselte. 2011 kehrte er wieder in seine Heimat zurück, wo er bei Turku PS unterschrieb. Nach einem halben Jahr wechselte er nach Griechenland, wo er in der Saison 2011/2012 zur 24 Spielen für Panionios Athen kam. In seinen 24 Einsätzen für Athen erzielte er zehn Tore und unterschrieb im Juni 2012 für den Lokalrivalen Atromitos Athen.
Zur Rückrunde der Saison 2014/15 wechselte Kuqi zur SG Sonnenhof Großaspach in die 3. Liga. Danach spielte er erneut, torerfolgreich, in Finnland und kurzzeitig in Indien. 2019 beendete er seine Laufbahn.